# Pinka-sík
A Pinka-sík vagy Pinka-fennsík az Alpokalja egyik kistája Vas vármegye területén, amelynek keskeny nyugati sávja Ausztria területére esik (Pinka Hügelland néven). A magyarországi részt tekintve 231 km²-es területű kistáj a Kőszeghegyaljának az Olad-patak völgyétől délre elterülő hegylábfelszíne, amelyet a Pinka és a Perint patakok völgyei fognak közre. Északról a Kőszeghegyalja, keletről a Gyöngyös-sík, délről a Rábai teraszos sík, nyugatról pedig – Ausztria területén – a Németújvári-dombság határolja. A Hajdú-Moharos József nevéhez köthető tájföldrajzi felfogás szerint a Pinka-sík nem az Alpokalja, hanem a Vas–Soproni-völgység része.

## Földtan és domborzat
A kistáj medencealjzatát paleozóos kőzetek alkotják, amelyekre a miocén kései szakaszában nagy vastagságú, helyenként lignittartalmú agyagos-homokos-löszös üledék, a pleisztocén alsó szakaszában pedig az Ős-Pinka kavicstakarója rétegződött. A jégkorszak felszínalakító folyamatai jelentősen megváltoztatták a felszínt, a lejtőt délkeleti irányba letarolva a kavicstakarót elszállították és a Nagykölked–Ják–Kisunyom-vonalban halmozták fel. Ekkor képződött a vidék nagy mélységű vályogrétege is.
A délkelet felé egyenetlenül, hullámosan lejtő kistáj legmagasabb pontja (311 m) Dozmatnál, legalacsonyabb pontja (195 m) pedig Jáktól keletre, a Jáki-Sorok völgyében található. A kistáj nyugati része a Pinka és mellékvizei (Pornóapáti-patak, Sároslaki-patak), keleti területei pedig a Perintbe folyó Jáki-Sorok és mellékágai (Nagyjápláni-patak, Szívvölgyi-patak, Gajárok-patak, Szent János-patak) vízgyűjtő területe. A Pinka középvízhozama Pornóapátinál 3,5 m³/s körüli.

## Éghajlat
A kistáj klímája mérsékelten hűvös, az évi középhőmérséklet 9,0 °C körül alakul, s az évi napsütötte órák száma sem haladja meg az 1850-et. A csapadékmennyiséget tekintve a mérsékelten nedves kistájak közé tartozik, az éves csapadékmennyiség 680–720 mm között mozog. Az uralkodó szélirány az északi.

## Talaj és növényzet
A harmadidőszaki üledékeken uralkodó talajtípus az agyagbemosódásos barna erdőtalaj, amely a vidék területének 58%-át borítja. A Ják környéki löszös üledékek takarója a barnaföld (25%), a Pinka alluviális völgyét pedig pszeudoglejes barna erdőtalaj fedi (17%). Az utóbbi típus kivételével a talajok vízgazdálkodása kedvező, így a szántóművelés elhódította a korábbi erdők területének java részét. A Pinka-sík főbb természetes társulásai a gyertyános-tölgyesek, a keleti peremvidéken a cseres-tölgyesek. A víz menti ligeterdők és égeresek napjainkra eltűntek, a meglévő erdőterületeket pedig tervezett módon fenyvesekkel elegyítik, ennek következtében ma már fenyvestömbök is találhatóak a síkságon.
| Területhasznosítás | Terület     | Területarány |
| ------------------ | ----------- | ------------ |
| Lakott terület     | 917,9 ha    | 4,0%         |
| Szántó             | 13 624,1 ha | 59,1%        |
| Kert               | 200,6 ha    | 0,9%         |
| Szőlő              | 84,0 ha     | 0,4%         |
| Rét, legelő        | 571,8 ha    | 2,5%         |
| Erdő               | 7 612,0 ha  | 33,0%        |
| Vízfelszín         | 39,8 ha     | 0,2%         |

## Népesség
A magyarországi Pinka-sík népessége 10 050 fő (2001), népsűrűsége alig éri el az országos átlag harmadát (43,5 fő/km²). Településhálózata egyenetlen, a síkság falvainak nagy része a Pinka és a Jáki-Sorok völgyében, illetve a Rábai teraszos síkkal érintkező déli sávban található. Városi jogállású településsel nem rendelkezik, a legnagyobb népességszámot Ják (2312 fő) tudhatja magáénak. Mellette öt további település népessége haladja meg az 1000 főt: északon Nárai, Sé és Torony, délen Egyházasrádóc és Szentpéterfa. A kistáj további hat települése 150–400 lelkes aprófalu: Dozmat, Horvátlövő, Nagykölked, Pornóapáti, Rádóckölked és Vaskeresztes.
A 2001. évi népszámlálás szerint a lakosság 86,1%-a római katolikus, emellett kisszámú református (5,4%) és evangélikus (1,3%) él a kistájon. A magyarok az össznépesség 88,9%-át teszik ki, számottevő horvát (7,7%; Horvátlövő, Szentpéterfa), német (2,7%; Pornóapáti, Vaskeresztes) és cigány (0,6%; Torony) kisebbség él a Pinka-síkon.